# Баландино (Великолукский район)
Бала́ндино — деревня в Великолукском районе Псковской области России. Входит в состав Шелковской волости.

## География
Расположена в центре района на реке Крупица, на северо-восточной границе райцентра Великие Луки, к северо-западу от волостного центра Шелково.

## Население
| 2001 | 2002 | 2010 |
| ---- | ---- | ---- |
| 916  | ↘873 | ↘820 |

Частный жилой дом в Баландино

Численность населения деревни — одной из крупнейших в районе — составляла на начало 2001 года 916 жителей.

Магазин деревни Баландино

## История
В 1918 году монахини Вознесенского монастыря Великих Лук были выселены в Баландино.

## Другое
В деревне действует конюшня «Баландино» и экстрим-парк.
В 2022 году в деревне открыли детскую площадку. В Баландино отмечается день деревни. Впервые этот праздник отмечался в Баландино в 2016 году.